# El ojo de las nebulosas
El ojo de las nebulosas es un disco de la banda de rock peruana Leusemia grabado en vivo durante un concierto acústico en el 2005. Es su único disco oficial en acústico .

## Canciones
1. Introducción
2. Sed de sed
3. La sonrisa congelada
4. Por los caminos del alcohol
5. Distancias
6. Historia de la moneda ke fue lanzada y dio vueltas tantas veces, parte III
7. El hombre ke buscaba silencio en un hoguera
8. Postilunio, última visita y último giro de la moneda
9. 26 de febrero
10. Monólogo (cover de Silvio Rodríguez)
11. El hombre que no podía dejar de masturbarse
12. Incidente en esa calle en ke te vi (cover de Fernando Ubiergo)
13. Al colegio no voy más
14. Dunas de sal
15. Los regalos del viento (cover de Rafo Ráez)
16. El oso (cover de Moris)

- Datos: Q2891291